# Cerèl·lia
Cerèl·lia (en llatí Caerellia) va ser una dama romana que es va destacar en temps de Ciceró pels seus coneixements i amor per la filosofia.
Era amiga de Ciceró i va estudiar els seus escrits filosòfics amb gran cura. Tenia moltes possessions i propietats a Àsia que Ciceró va recomanar a Publi Servili l'any 46 aC, en una carta on parla d'ella com a amiga íntima, encara que en altres ocasions la va escarnir. Fufi Calè acusà a Ciceró de tenir en la seva vellesa una relació adultera amb Cerèl·lia però no es pot determinar si és veritat.